# Coroa Tripla de Ciclismo
A Coroa Tripla é considerada a maior conquista que um ciclista pode alcançar. Ainda que sejam utilizadas várias definições para o termo, a verdadeira coroa tripla significa ganhar o Tour de France, o Giro d'Italia e o Campeonato Mundial de Ciclismo em Estrada, os três no mesmo ano. No entanto, numa definição mais ampla, troca-se o Tour ou o Giro pela Volta a Espanha. É considerado o título mais difícil de conseguir no ciclismo profissional de estrada.
O termo também é utilizado quando um ciclista consegue ganhar as três Grandes Voltas ao longo da sua carreira profissional.
Não é um título oficial, nem há prémio para o ciclista que o consiga.

## Vencedores da Coroa Tripla
A verdadeira Coroa Tripla (Tour, Giro e Mundial), só foi obtida por dois corredores:
| Ciclista      | Ano  | Corridas              |
| ------------- | ---- | --------------------- |
| Eddy Merckx   | 1974 | Tour + Giro + Mundial |
| Stephen Roche | 1987 | Tour + Giro + Mundial |

## Quase vencedores

### Duas Grandes Voltas e sem Mundial
Alguns ciclistas estiveram bem perto de vencer a Coroa Tripla, ao ganharem duas Grandes Voltas e estarem no pódio ou bem próximo dele no mundial. Entre eles, encontram-se o italiano Fausto Coppi, o francês Bernard Hinault e o espanhol Miguel Indurain. Ainda que mais tarde conseguisse a Coroa Tripla, em 1974, Merckx também esteve bem perto de a conseguir em 1972 e 1973.
| Ciclista           | Ano  | Grandes voltas | Mundial        |
| ------------------ | ---- | -------------- | -------------- |
| Fausto Coppi       | 1949 | Tour + Giro    | 3.er lugar     |
| Fausto Coppi       | 1952 | Tour + Giro    | não participou |
| Jacques Anquetil   | 1963 | Tour + Volta   | 14º lugar      |
| Jacques Anquetil   | 1964 | Tour + Giro    | 7º lugar       |
| Eddy Merckx        | 1970 | Tour + Giro    | 29º lugar      |
| Eddy Merckx        | 1972 | Tour + Giro    | 4º lugar       |
| Eddy Merckx        | 1973 | Giro + Volta   | 4º lugar       |
| Bernard Hinault    | 1978 | Tour + Volta   | 5º lugar       |
| Giovanni Battaglin | 1981 | Giro + Volta   | 26º lugar      |
| Bernard Hinault    | 1982 | Tour + Giro    | não terminou   |
| Bernard Hinault    | 1985 | Tour + Giro    | não terminou   |
| Miguel Indurain    | 1992 | Tour + Giro    | 6º lugar       |
| Miguel Indurain    | 1993 | Tour + Giro    | 2º lugar       |
| Marco Pantani      | 1998 | Tour + Giro    | não participou |
| Alberto Contador   | 2008 | Giro + Volta   | não terminou   |
| Chris Froome       | 2017 | Tour + Volta   | não participou |
| Tadej Pogačar      | 2024 | Tour + Giro    |                |

### Uma Grande Volta e um Mundial
Outros ciclistas foram Campeões do Mundo e venceram ou o Tour ou o Giro no mesmo ano, faltando-lhes uma segunda Grande Volta. Quem mais perto esteve do conseguir foi Bernard Hinault, em 1980, quando venceu o Giro e retirou-se do Tour de France por uma lesão, quando era o líder da corrida. Semanas mais tarde, coroava-se campeão do mundo.
Na tabela que se segue são mostrados os resultados dos que foram Campeões do Mundo, venceram uma Grande e a sua participação nas outras duas grandes.
| Ciclista         | Campeão do mundo | Grande volta | Resultados em outras grandes voltadas | Resultados em outras grandes voltadas |
| ---------------- | ---------------- | ------------ | ------------------------------------- | ------------------------------------- |
| Alfredo Binda    | 1927             | Giro         | Tour: NP                              | Volta: ND                             |
| Georges Speicher | 1933             | Tour         | Giro: NP                              | Volta: ND                             |
| Fausto Coppi     | 1953             | Giro         | Tour: NP                              | Volta: ND                             |
| Louison Bobet    | 1954             | Tour         | Giro: NP                              | Volta: ND                             |
| Ercole Baldini   | 1958             | Giro         | Tour: NP                              | Volta: NP                             |
| Eddy Merckx      | 1971             | Tour         | Giro: NP                              | Volta: NP                             |
| Bernard Hinault  | 1980             | Giro         | Tour: Abandono                        | Volta: NP                             |
| Greg LeMond      | 1989             | Tour         | Giro: 39º                             | Volta: NP                             |

- NP: Não participa
- ND: A Volta a Espanha de não se disputou nesses anos

## Outras interpretações

### Três Grandes no mesmo ano
Vencer as três Grandes Voltas no mesmo ano também pode ser considerada uma Coroa Tripla. Contudo, nenhum ciclista conseguiu esta façanha e seria consideravelmente mais difícil do que vencer o mundial e duas Grandes Voltas.
Eddy Merckx venceu quatro Grandes Voltas consecutivas, entre 1971 e 1973 (Giro 1972, Tour 1972, Vuelta 1973 e Giro 1973), Bernard Hinault venceu três consecutivas, entre 1982 e 1983 (Giro 1982, Tour 1982 e Vuelta 1983) e Chris Froome venceu três Grandes Voltas consecutivas em 2017-2018: Tour 2017, Vuelta 2017 e Giro 2018, antes de terminar em 3º lugar no Tour 2018. Foi o primeiro e, até à data, o único ciclista a ganhar "todas as camisolas", começando com a Volta a França, e o primeiro a fazê-lo quando as corridas estavam na ordem "Giro-Tour-Vuelta".

### Três Grandes em anos diferentes
Outra interpretação deste termo consiste em vencer as três Grandes Voltas ao longo da carreira profissional. Este facto foi alcançado em várias ocasiões, sendo que seis ciclistas o conseguiram:
- Nota: a negrito destaca-se a vitória com a qual conquistaram a Coroa Tripla.

| Ciclista         | Tour de France               | Giro d'Italia                | Volta a Espanha  |
| ---------------- | ---------------------------- | ---------------------------- | ---------------- |
| Jacques Anquetil | 1957, 1961, 1962, 1963, 1964 | 1960, 1964                   | 1963             |
| Felice Gimondi   | 1965                         | 1967, 1969, 1976             | 1968             |
| Eddy Merckx      | 1969, 1970, 1971, 1972, 1974 | 1968, 1970, 1972, 1973, 1974 | 1973             |
| Bernard Hinault  | 1978, 1979, 1981, 1982, 1985 | 1980, 1982, 1985             | 1978, 1983       |
| Alberto Contador | 2007, 2009                   | 2008, 2015                   | 2008, 2012, 2014 |
| Vincenzo Nibali  | 2014                         | 2013, 2016                   | 2010             |
| Chris Froome     | 2013, 2015, 2016, 2017       | 2018                         | 2011, 2017       |